# 手白香皇女
守白香皇女（たしらかのひめみこ，仁贤天皇2年（489年）以前-？），仁贤天皇之女，武烈天皇的同母姐。与橘仲皇女为异母姐妹。继体天皇的皇后，钦明天皇之母。

## 出生
她的外祖父是雄略天皇，而祖父则是市边押磐皇子，两人为堂兄弟。当年雄略天皇杀害市边押磐皇子后，市边押磐皇子之子仁贤天皇（手白香之父）和显宗天皇逃亡避难。雄略天皇的继任清宁天皇无子，便将两人迎回宫中。
为了消除父亲那代的仇恨，仁贤天皇政治联姻雄略天皇之女春日大娘皇女，并生下手白香皇女和武烈天皇。

## 婚姻
武烈天皇在没有留下儿女的情况下驾崩，而由于当年雄略天皇的血腥肃清，直系皇族几乎没有幸存者。为此，唯有立应神天皇的五世孙为继体天皇。
507年4月2日，立手白香皇女为皇后，以增强继体天皇这个旁系皇族的正当性。因此，尽管继体天皇在继位前已经有其他儿子（如后来的安閑天皇、宣化天皇等），仍要将手白香皇后之子、后来的钦明天皇作为他们的继承人。
| 前任： 春日娘子 | 日本皇后 507年—？年 | 繼任： 春日山田皇女 |